# Brundidge, Alabama
Brundidge là một thành phố thuộc quận Pike, tiểu bang Alabama, Hoa Kỳ. Dân số năm 2009 là 2259 người, mật độ đạt 90 người/km².